# Diócesis de San Felipe (Venezuela)
La diócesis de San Felipe o de San Felipe en Venezuela (en latín: Dioecesis Sancti Philippi in Venetiola) es una circunscripción eclesiástica de la Iglesia católica en Venezuela. Se trata de una diócesis latina, sufragánea de la arquidiócesis de Barquisimeto. Desde el 29 de noviembre de 2024 su obispo titular es Rubén Gregorio Delgado Carmona. 

## Territorio y organización
La diócesis tiene 7100 km² y extiende su jurisdicción sobre los fieles católicos de rito latino residentes en el estado Yaracuy (conformado por 14 municipios).
La sede de la diócesis se encuentra en la ciudad de San Felipe, en donde se halla la Catedral de San Felipe Apóstol, en donde se encuentra la hermosa talla de madera de la Virgen que fue develada en 1982. También allí está la imagen de san Felipe el Apóstol, patrono de la ciudad de San Felipe. El día de su patrona es el 2 de febrero de cada año.
En 2022 en la diócesis existían 35 parroquias.

## Historia
La evangelización comenzó con el sistema de encomiendas. Una de las obligaciones de los encomenderos era la evangelización de los indígenas que estaban bajo su protección. Para ello debía mantenerse un sacerdote misionero y todo lo necesario para el culto. Dichas misiones dieron origen a muchas villas en la zona.
En 1710 los capuchinos de Andalucía fundaron tres centros de misión en la parte inferior de Yaracuy que se extiende de San Felipe hacia el mar. La ciudad de San Felipe tiene su origen en un grupo de españoles de las islas Canarias, que se asentaron en un lugar conocido como Los Cerritos.
En lo que a jurisdicción eclesiástica se refería, el estado Yaracuy pertenecía a la arquidiócesis de Barquisimeto, excepto Nirgua que pertenecía a la diócesis de Valencia (hoy arquidiócesis). Así permaneció hasta el 7 de octubre de 1966, cuando el papa Pablo VI erigió la diócesis de San Felipe mediante la bula Ex tempore quo.
El 18 de agosto de 1981, con la carta apostólica Tanta est, el papa Juan Pablo II confirmó a la Santísima Virgen María, venerada con el título de Nuestra Señora de la Presentación, como patrona principal de la diócesis. Devoción que data desde 1694 cuando fue llevada por los emigrantes canarios llegados al territorio del actual estado Yaracuy.

## Estadísticas
Según el Anuario Pontificio 2023 la diócesis tenía a fines de 2022 un total de 549 000 fieles bautizados.
| Año                                                                             | Población            | Población | Población      | Sacerdotes | Sacerdotes    | Sacerdotes    | Bautizados por sacerdote | Diáconos permanentes | Religiosos | Religiosos | Parroquias |
| Año                                                                             | Bautizados católicos | Total     | % de católicos | Total      | Clero secular | Clero regular | Bautizados por sacerdote | Diáconos permanentes | Varones    | Mujeres    | Parroquias |
| ------------------------------------------------------------------------------- | -------------------- | --------- | -------------- | ---------- | ------------- | ------------- | ------------------------ | -------------------- | ---------- | ---------- | ---------- |
| 1966                                                                            | ?                    | 200 000   | ?              | 5          |               | 5             | ?                        |                      |            |            | 15         |
| 1970                                                                            | 227 646              | 232 291   | 98.0           | 38         | 26            | 12            | 5990                     |                      | 17         | 58         | 21         |
| 1976                                                                            | 275 500              | 290 000   | 95.0           | 30         | 25            | 5             | 9183                     |                      | 8          | 80         | 22         |
| 1980                                                                            | 322 000              | 339 000   | 95.0           | 28         | 21            | 7             | 11 500                   | 3                    | 10         | 68         | 25         |
| 1990                                                                            | 412 000              | 434 000   | 94.9           | 33         | 27            | 6             | 12 484                   | 3                    | 17         | 108        | 26         |
| 1999                                                                            | 430 000              | 500 000   | 86.0           | 30         | 26            | 4             | 14 333                   | 1                    | 4          | 55         | 32         |
| 2000                                                                            | 430 000              | 500 000   | 86.0           | 30         | 26            | 4             | 14 333                   | 1                    | 4          | 55         | 32         |
| 2001                                                                            | 430 000              | 500 000   | 86.0           | 30         | 26            | 4             | 14 333                   | 1                    | 4          | 55         | 32         |
| 2002                                                                            | 430 000              | 500 000   | 86.0           | 32         | 28            | 4             | 13 437                   | 1                    | 4          | 55         | 32         |
| 2003                                                                            | 430 000              | 500 000   | 86.0           | 34         | 30            | 4             | 12 647                   | 1                    | 4          | 55         | 31         |
| 2004                                                                            | 438 000              | 500 000   | 87.6           | 38         | 33            | 5             | 11 526                   |                      | 5          | 64         | 32         |
| 2010                                                                            | 476 000              | 554 000   | 85.9           | 33         | 31            | 2             | 14 424                   |                      | 3          | 64         | 32         |
| 2014                                                                            | 506 000              | 590 000   | 85.8           | 35         | 33            | 2             | 14 457                   | 5                    | 3          | 64         | 32         |
| 2017                                                                            | 527 000              | 614 000   | 85.8           | 34         | 32            | 2             | 15 500                   | 5                    | 4          | 51         | 33         |
| 2020                                                                            | 536 180              | 624 488   | 85.9           | 36         | 35            | 1             | 14 893                   | 5                    | 3          | 56         | 33         |
| 2022                                                                            | 549 000              | 640 000   | 85.8           | 35         | 34            | 1             | 15 685                   | 5                    | 2          | 62         | 35         |
| Fuente: Catholic-Hierarchy, que a su vez toma los datos del Anuario Pontificio. |                      |           |                |            |               |               |                          |                      |            |            |            |

## Episcopologio
- Tomás Enrique Márquez Gómez † (30 de noviembre de 1966-29 de febrero de 1992 retirado)
- Nelson Antonio Martínez Rust, (29 de febrero de 1992-11 de marzo de 2016 renunció)
- Víctor Hugo Basabe (11 de marzo de 2016-31 de octubre de 2023 nombrado arzobispo de Coro)
- Rubén Gregorio Delgado Carmona, desde el 29 de noviembre de 2024